# Dope
Dope je píseň od americké zpěvačky Lady Gaga z jejího třetího studiového alba ARTPOP. V době vydání alba sloužila jako druhý promo singl. K poslechu byla dostupná 3. listopadu 2013 na VEVO a o den později oficiálně vyšla na iTunes.

## O písni
Gaga tuto píseň napsala v době, kdy se zotavovala z operace kyčle. Původně obsahovala jiné slova a fanoušci ji mohli již na iTunes festivalu slyšet pod názvem "I Wanna Be With You". Píseň pojednává o lásce Gaga k jejím fanouškům. Píseň by se dala označit za nejosobnější z celého alba. Gaga zde i zpívá o své závislosti na alkoholu, a že své fanoušky potřebuje více než drogu.

## Živá vystoupení
Poprvé píseň představila v září 2013 na iTunes festivalu pod názvem "I Wanna Be With You" dále pak na prvním předávání cen "Youtube Music Awards" 3. listopadu 2013.

## Hudební příčky
| Období (2013)          | Max. příčka |
| ---------------------- | ----------- |
| Austrálie              | 34          |
| Rakousko               | 28          |
| Kanada                 | 96          |
| Francie                | 8           |
| Německo                | 34          |
| Irsko                  | 12          |
| Nový Zéland            | 20          |
| Švýcarsko              | 15          |
| Velká Británie         | 124         |
| U.S. Billboard Hot 100 | 8           |